# Hjalmar Branting
Karl Hjalmar Branting (Stoccolma, 23 novembre 1860 – Stoccolma, 24 febbraio 1935) è stato un politico svedese del Partito Socialdemocratico dei Lavoratori di Svezia (SAP), primo ministro della Svezia dal 1920 al 1925 e vincitore del Premio Nobel per la pace nel 1921, assieme a Christian Lange.

## Biografia
Dopo avere studiato astronomia, è stato assistente all’osservatorio di Stoccolma, ma ha abbandonato la carriera scientifica per dedicarsi al giornalismo nel 1884. Lancia il giornale Social-Demokraten , ed è stato con August Palm nel 1889 uno dei fondatori del partito Social-Democratico svedese dei lavoratori, di cui fu il primo rappresentante ad essere eletto nel parlamento nel 1897, poi dirigente dal 1907 al 1925.
Accettando la revisione del marxismo avanzata da Eduard Bernstein, propone una transizione pacifica dal capitalismo al socialismo. Egli pensava che se gli operai avessero il diritto di voto, questa transizione poteva essere realizzata in parlamento.
Fu tre volte primo ministro di Svezia, dal 10 marzo al 27 ottobre 1920(governo Branting l) , dal 13 ottobre 1921 al 19 aprile 1923 (governo Branting ll) e dal 18 ottobre 1924 al 24 gennaio 1925 (governo Branting lll). E stato il primo social-democratico ad aver ottenuto un incarico così elevato. E stato anche ministro delle finanze dal 19 ottobre 1917 al 05 gennaio 1918 e ministro degli esteri dal 13 ottobre 1921 al 19 aprile 1923.
Ha fatto entrare la Svezia nella società delle nazioni dove fu molto attiva.
Ha sostenuto nel 1917 la rivoluzione di febbraio in Russia, ed ha difeso i menscevichi così come il governo di Aleksandr Kerenski, che aveva incontrato personalmente a San Pietroburgo. Dopo la rivoluzione di ottobre dello stesso anno, ha condannato la presa di potere dei bolscevichi.
Il 1917 è stato anche l’anno della scissione nel partito social-democratico, quando i partigiani dei bolscevichi si sono staccati per fondare con Zeth Hoglund e Ture Nerman il primo partito comunista svedese. 
Nel 1921 ha condiviso il premio Nobel per la pace con Christian Lous Lange.